# Pontohedyle verrucosa
Pontohedyle verrucosa is een slakkensoort uit de familie van de Parhedylidae. De wetenschappelijke naam van de soort is voor het eerst geldig gepubliceerd in 1970 door Challis.